# فرد نوسيوورتحي
فرد نوسيوورتحي هو عداء مراثوني كندي، ولد في 1871، وتوفي في 25 فبراير 1942.

## وصلات خارجية
- فرد نوسيوورتحي على موقع أوليمبيديا (الإنجليزية)